# Canton du Haut-Minervois
Le canton du Haut-Minervois, précédemment appelé canton de Rieux-Minervois, est une circonscription électorale française du département de l'Aude créée par le décret du 21 février 2014 et entrée en vigueur lors des élections départementales de 2015.

## Histoire
Un nouveau découpage territorial de l'Aude entre en vigueur en mars 2015, défini par le décret du 21 février 2014, en application des lois du 17 mai 2013 (loi organique 2013-402 et loi 2013-403). Les conseillers départementaux sont, à compter de ces élections, élus au scrutin majoritaire binominal mixte. Les électeurs de chaque canton élisent au Conseil départemental, nouvelle appellation du Conseil général, deux membres de sexe différent, qui se présentent en binôme de candidats. Les conseillers départementaux sont élus pour six ans au scrutin binominal majoritaire à deux tours, l'accès au second tour nécessitant 12,5 % des inscrits au premier tour. En outre la totalité des conseillers départementaux est renouvelée. Ce nouveau mode de scrutin nécessite un redécoupage des cantons dont le nombre est divisé par deux avec arrondi à l'unité impaire supérieure si ce nombre n'est pas entier impair, assorti de conditions de seuils minimaux. Dans l'Aude, le nombre de cantons passe ainsi de 35 à 19.
Au 1er janvier 2016, le canton de Rieux-Minervois devient le canton du Haut-Minervois par décret pris le 27 décembre 2015.

## Représentation
| Période élective | Période élective | Mandat | Mandat   | Identité                  | Nuance | Nuance | Qualité |
| ---------------- | ---------------- | ------ | -------- | ------------------------- | ------ | ------ | --- |
| 2015             | 2021             | 2015   | 2021     | Alain Giniès              |        | PS     | Vigneron Maire de Villeneuve-Minervois Vice-Président du Conseil départemental                                                                  |
| 2015             | 2021             | 2015   | 2021     | Françoise Navarro-Estalle |        | PS     | Secrétaire générale des services de mairie, La Redorte                                                                                          |
| 2021             | 2028             | 2021   | en cours | Alain Giniès              |        | PS     | Vigneron Maire de Villeneuve-Minervois Vice-Président du conseil départemental, délégué à l'économie de proximité, l'agriculture et au tourisme |
| 2021             | 2028             | 2021   | en cours | Françoise Navarro-Estalle |        | PS     | Conseillère sortante |

### Résultats détaillés

#### Élections de mars 2015
À l'issue du premier tour des élections départementales de 2015, deux binômes sont en ballotage : Alain Ginies et Françoise Navarro-Estalle (PS, 40,33 %) et Martine Biasoli et Patrick Duflot (FN, 32,62 %). Le taux de participation est de 60,48 % (6 900 votants sur 11 408 inscrits) contre 57,46 % au niveau départemental et 50,17 % au niveau national.
Au second tour, Alain Ginies et Françoise Navarro-Estalle (PS) sont élus avec 58,46 % des suffrages exprimés et un taux de participation de 63,28 % (3 772 voix pour 7 212 votants et 11 397 inscrits).

#### Élections de juin 2021
Le premier tour des élections départementales de 2021 est marqué par un très faible taux de participation (33,26 % au niveau national). Dans le canton du Haut-Minervois, ce taux de participation est de 45,13 % (5 213 votants sur 11 550 inscrits) contre 39,73 % au niveau départemental. À l'issue de ce premier tour,  le binôme constitué de Alain Ginies et Françoise Navarro-Estalle (Union à gauche avec des écologistes, 65,5 %), est élu avec 65,5 % des suffrages exprimés.

## Composition
Le canton comprend vingt-trois communes entières.
| Nom                                     | Code Insee | Intercommunalité     | Superficie (km2) | Population (dernière pop. légale) | Densité (hab./km2) | Modifier                                    |
| --------------------------------------- | ---------- | -------------------- | ---------------- | --------------------------------- | ------------------ | ------------------------------------------- |
| Rieux-Minervois (bureau centralisateur) | 11315      | CA Carcassonne Agglo | 21,19            | 1 966 (2022)                      | 93                 | modifier les données · modifier les données |
| Aigues-Vives                            | 11001      | CA Carcassonne Agglo | 10,21            | 536 (2022)                        | 52                 | modifier les données · modifier les données |
| Azille                                  | 11022      | CA Carcassonne Agglo | 23,33            | 1 125 (2022)                      | 48                 | modifier les données · modifier les données |
| Bagnoles                                | 11025      | CA Carcassonne Agglo | 5,63             | 315 (2022)                        | 56                 | modifier les données · modifier les données |
| Cabrespine                              | 11056      | CA Carcassonne Agglo | 17,56            | 179 (2022)                        | 10                 | modifier les données · modifier les données |
| Castans                                 | 11075      | CA Carcassonne Agglo | 17,01            | 127 (2022)                        | 7,5                | modifier les données · modifier les données |
| Caunes-Minervois                        | 11081      | CA Carcassonne Agglo | 27,84            | 1 571 (2022)                      | 56                 | modifier les données · modifier les données |
| Citou                                   | 11092      | CA Carcassonne Agglo | 17,34            | 99 (2022)                         | 5,7                | modifier les données · modifier les données |
| Laure-Minervois                         | 11198      | CA Carcassonne Agglo | 39,23            | 1 030 (2022)                      | 26                 | modifier les données · modifier les données |
| Lespinassière                           | 11200      | CA Carcassonne Agglo | 16,24            | 136 (2022)                        | 8,4                | modifier les données · modifier les données |
| Limousis                                | 11205      | CA Carcassonne Agglo | 9,92             | 124 (2022)                        | 13                 | modifier les données · modifier les données |
| Pépieux                                 | 11280      | CA Carcassonne Agglo | 9,85             | 1 105 (2022)                      | 112                | modifier les données · modifier les données |
| Peyriac-Minervois                       | 11286      | CA Carcassonne Agglo | 10,19            | 1 142 (2022)                      | 112                | modifier les données · modifier les données |
| Puichéric                               | 11301      | CA Carcassonne Agglo | 13,21            | 1 194 (2022)                      | 90                 | modifier les données · modifier les données |
| La Redorte                              | 11190      | CA Carcassonne Agglo | 13,49            | 1 275 (2022)                      | 95                 | modifier les données · modifier les données |
| Rustiques                               | 11330      | CA Carcassonne Agglo | 6,47             | 515 (2022)                        | 80                 | modifier les données · modifier les données |
| Saint-Frichoux                          | 11342      | CA Carcassonne Agglo | 6,33             | 225 (2022)                        | 36                 | modifier les données · modifier les données |
| Sallèles-Cabardès                       | 11368      | CA Carcassonne Agglo | 6,82             | 117 (2022)                        | 17                 | modifier les données · modifier les données |
| Trassanel                               | 11395      | CA Carcassonne Agglo | 4,34             | 26 (2022)                         | 6,0                | modifier les données · modifier les données |
| Trausse                                 | 11396      | CA Carcassonne Agglo | 10,70            | 609 (2022)                        | 57                 | modifier les données · modifier les données |
| Villarzel-Cabardès                      | 11416      | CA Carcassonne Agglo | 6,38             | 270 (2022)                        | 42                 | modifier les données · modifier les données |
| Villegly                                | 11426      | CA Carcassonne Agglo | 9,83             | 1 227 (2022)                      | 125                | modifier les données · modifier les données |
| Villeneuve-Minervois                    | 11433      | CA Carcassonne Agglo | 23,85            | 980 (2022)                        | 41                 | modifier les données · modifier les données |
| Canton du Haut-Minervois                | 1115       |                      | 326,96           | 15 893 (2022)                     | 49                 | modifier les données                        |

## Démographie
En 2022, le canton comptait 15 893 habitants, en évolution de +0,95 % par rapport à 2016 (Aude : +2,65 %, France hors Mayotte : +2,11 %).
| 2013   | 2018   | 2022   |
| ------ | ------ | ------ |
| 15 522 | 15 825 | 15 893 |